# Charlie Roquin
Pour les articles homonymes, voir Roquin.
Charlie Roquin, né le 21 avril 1990 dans le 17e arrondissement de Paris, est un romancier français.

## Biographie

### Formation
Charlie Roquin a fait ses études au Collège Stanislas et une classe préparatoire ECS à Janson-de-Sailly.
Il est diplômé de HEC Paris où il a suivi le Master "Médias, Arts et Création".

### Famille
Il est le neveu du compositeur et plasticien français Louis Roquin.

## Écriture

### Prix et distinctions
Pour Les Maîtres de Bayreuth:
- Prix Pelléas – Radio Classique 2024: lauréat[3]
- Prix Georges-Bizet du livre d'opéra et de danse 2023, catégorie Opéra: lauréat[4]
- Prix Interallié 2023: sélection finale[5]

### Romans
- Métadata, Nalinnes (Belgique), éditions Most, 2020, 272 p., (ISBN 978-2960256963), présentation en ligne)
- Le Roi, Paris, Le Cherche Midi, 2022, 354 p., (ISBN 978-2749172798), présentation en ligne)
- Les Maîtres de Bayreuth, Paris, Le Cherche Midi, 2023, 240 p., (ISBN 9782749176550), présentation en ligne)